# Olgierd Łukaszewicz
Olgierd Łukaszewicz (Chorzów, 1946. szeptember 7. –) lengyel színész. Főiskolásként kezdett filmezni az 1960-as évek második felében. Andrzej Wajda Nyírfaliget (1970) című költői szépségű drámájában nyújtott alakítása tette nemzetközileg ismertté. Mind filmen, mind színpadon folyamatosan szerepel. 2002 óta a Lengyel Színpadi Színészek Szövetségének vezetője. Ikertestvére Jerzy Łukaszewicz operatőr, színész és filmrendező. 1968. március 13-án kötött házasságot Grazyna Marzec színésznővel, akitől Zuzanna nevű lánya született.

## Pályafutása

### A színház
Olgierd Łukaszewicz a krakkói színiakadémián tanulta a mesterséget, ahol 1968-ban diplomázott. A krakkói Teatr Rozmaitosci színpadán lépett először a közönség elé, majd két évvel később Varsóba szerződött. Több mint tíz évadon keresztül a lengyel főváros olyan színházaiban lépett fel, mint a Teatr Dramatyczny, a Wspolczesny, a Powszechny és a Studio. 1988-ban Bécsbe távozott. Nyolc éven keresztül járta a német nyelvű országok színházait, két évadot töltött a bonni Municipal Theatre társulatánál. Hazatérése után a Teatr Narodowy (Nemzeti Színház) tagja lett. 2000-ben visszatért a Teatr Wspolczesny társulatához.
Eleinte hősszerelmeseket játszott, például Valért Molière Tartuffe című darabjában (1969), és Waclaw szerepét Aleksander Fredro A bosszú című színművében (1970). Első igazán jelentős színpadi szereplése Jerzy Grzegorzewski Kafka Amerika című művének motívumai alapján írt darabjában volt, melyben a főszereplőt, Karl Rossmant játszotta. Az előadást a Teatr Ateneum mutatta be. Kitűnő kritikákat kapott a Száll a kakukk fészkére című előadásért is (a varsói Teatr Powszechny mutatta be 1977-ben), melyben Billyt alakította. Kétszer is eljátszotta Kafka szerepét: először a varsói Teatr Studióban Jerzy Grzegorzewski rendezésében (1984), majd Stanislaw Rozewicz irányításával a Teatr Telewizji produkciójában (1990).
Łukaszewicz nemcsak a színpadi darabokban jeleskedett, hanem a költészet értő tolmácsolójának is számít: többek között Jerzy Harasymowicz, Stanislaw Grochowiak és Maurice Gilliams írásait adta elő egyszemélyes előadásokon. Egyik leghíresebb monodrámája a Stanislaw Wyspianski műve alapján készült  A kaz ty ta Polska volt. 2000-ben a Teatr Wspolczesny színpadán lépett fel William Nicholson Turn Back című darabjában: egy olyan férfit játszott, aki 30 év után hagyja el a feleségét egy másik nő kedvéért. Varsói kollégáival együtt számos művészeti esemény kezdeményezője és résztvevője volt. 1999-ben a zsidók emlékének szentelt előadásban működött közre, melyet a Teatr Narodowy előtt rendeztek meg, 2000-ben pedig a Szibériába száműzött lengyeleknek emléket állító Siberia – Ostatnie pozegnanie című előadás létrehozásában vett részt.

### A film

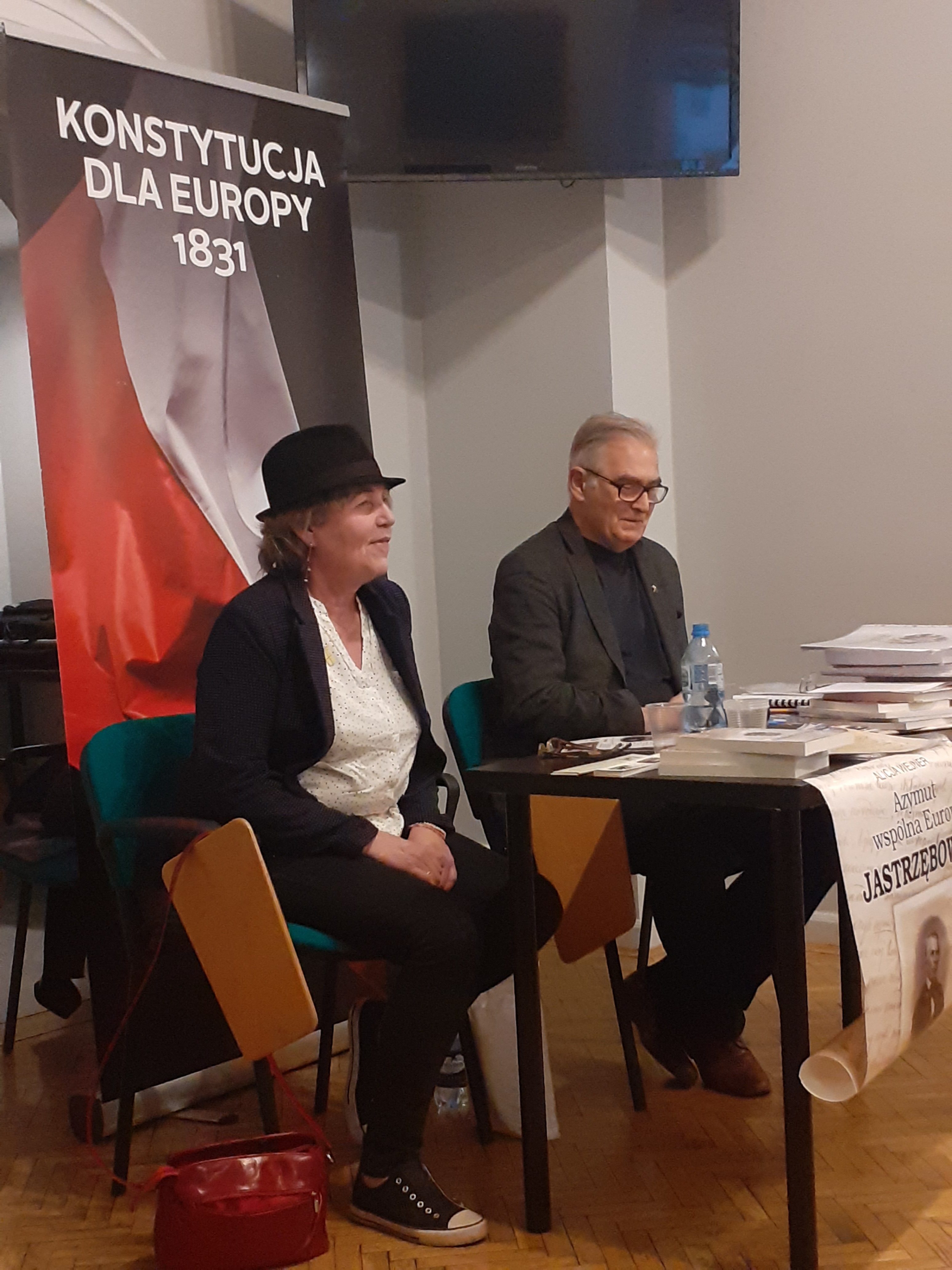
Alicja Wejner és Olgierd Łukaszewicz a Wojciech Jastrzębowskiról szóló könyvnek szentelt találkozón 2023-ban.

Łukaszewicz még főiskolásként kapta első filmszerepét  Janusz Morgenstern Jowita (1967) című drámájában, melyben olyan partnerei voltak, mint Daniel Olbrychski, Zbigniew Cybulski és a címszerepet játszó Barbara Kwiatkowska. Pályája elején a filmszerepek tették lehetővé, hogy a közönség széles körben megismerje őt. Eleinte főleg érzékeny, lelkiekben gazdag figurákat játszott. Azt a fajta érzékenységet, melyet Olgierd a filmvásznon képviselt, az első időkben Kazimierz Kutz és Andrzej Wajda hasznosították a legjobban. Kutz
1970 és 1980 között trilógiát forgatott a sziléziai bányászok életéről:
A fekete föld sója (1970), A korona gyöngye (1972), Egy rózsafüzér szemei (1980). Łukaszewicz a trilógia első két részében szerepelt. A fekete föld sójában ő játszotta a 7 Basista fivér közül a legifjabbat, Gabrielt, a hősies, heves vérű hazafit, aki fiatalokhoz illően naiv is. (Egyik partnere fivére, Jerzy volt.) A korona gyöngyében – amely az 1920-as években lezajlott sziléziai felkelésről szól – Olgierd alakította Jast, a melegszívű édesapát. Jelentős nemzetközi sikert aratott Andrzej Wajda Nyírfaliget (1970) című poétikus alkotása, amely Jarosław Iwaszkiewicz novellájából készült. Stanislaw, a tüdőbeteg ifjú (Łukaszewicz) féktelen örömmel veti bele magát a számára mind rövidebb élet örömeibe, és ezzel szöges ellentéte fivérének, Boleslawnak (Daniel Olbrychski), aki elveszítette a feleségét. A két testvér kapcsolatában fontos szerepet játszik a bájos Malina (Emilia Krakowska) is. Janusz Majewski Holt nyelvek órája (1980) című drámájában, amely az első világháború idején játszódik, Łukaszewicz egy osztrák tisztet alakított mély átéléssel: Kiekeritz főhadnagy megpróbál értelmet adni életének abban a világban, mely éppen összedőlni készül körülötte.
A Łukaszewicz által megformált érzékeny lelkivilágú embereket többnyire életük válságos pillanataiban ismerheti meg a néző, amikor a külső tényezők vagy egyszerűen csak a Végzet formálják a figurák sorsát, mely tragikus halállal végződik. Ilyen szereplő volt Ostrzenski az Éjszakák és nappalokban (1975), Zygmunt Szczerbic gróf Walerian Borowczyk erotikus melodrámájában, A bűn történetében (1975) vagy Odrowaz a A hű folyóban (1987). (Utóbbi két film Stefan Zeromski regényei alapján készült.) Łukaszewicz szerepskálájának másik végében a negatív, beteg lelkületű figurák állnak, mint például a könyörtelen és fanatikus anarchista parancsnok Agnieszka Holland Láz (1981) című drámájában, vagy Franzel, a számító náci Filip Bajon Mágnás (1987) című filmjében. Negatív figura volt az orvos Kramer is Wieslaw Saniewski Dotknięci (1988) című alkotásában. Filmes pályafutásának egyik legnagyobb közönségsikere volt Juliusz Machulski Szexmisszió (1984) című sci-fije, melyben Jerzy Stuhr társaságában egy tudóst játszott, aki egy korszakalkotó kísérlet keretében hibernáltatja magát, és hosszú évek múlva egy nőtársadalomban ébred fel kollégájával együtt. Forgatott Krzysztof Kieślowski irányításával is a Rövidfilm a gyilkolásról (1988) című nagy visszhangot kiváltott műben, és még ugyanabban az évben kisebb szerepet formált meg az Ölj meg, zsaru! című sikeres thrillerben. A magyar közönség 2008-ban Andrzej Wajda Katyń (2007) című Oscar-díjra jelölt drámájában láthatta, amely a lengyel történelem egyik legtragikusabb eseményét, a katyńi vérengzést idézi fel, aminek Wajda édesapja is áldozatául esett. A szocialista blokkban évtizedekig azt tanították, hogy ezt a szörnyűséget a németek követték el, 1990-ben azonban Mihail Gorbacsov akkori orosz pártfőtitkár elismerte, hogy az NKVD állt az akció mögött.

## Filmjei

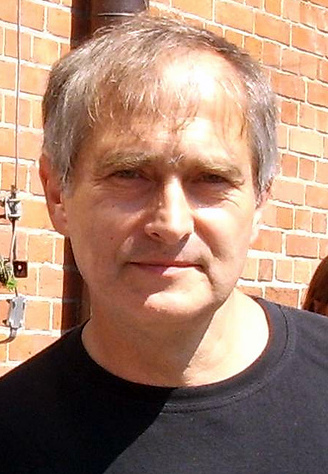
Olgierd Łukaszewicz 2007-ben

- 2008 Czas honoru (tévésorozat, a Spotkania, a Wielkanoc '41 és a Przysiega című epizódokban)
- 2008 Anonyma - Eine Frau in Berlin
- 2008 Pseudonim Anoda (tévéfilm)
- 2007 Regina (tévésorozat)
- 2007 Katyń
- 2007 Holnap moziba megyünk (Jutro idziemy do kina) (tévéfilm)
- 2006 Autor wychodzi (tévéfilm)
- 2005 Karol – az ember, aki pápa lett (Karol, un uomo diventato Papa) (tévéfilm)
- 2005 Pensjonat Pod Róza (tévésorozat, 2 epizódban)
- 2003 Dejmek (tévéfilm)
- 2003 Übü király (Ubu król)
- 2002–2003 Plebania (tévésorozat, 16 epizódban)
- 2002 Nikos Dyzma karrierje (Kariera Nikosia Dyzmy)
- 2001 Sąsiedzi (tévéfilm)
- 2001 Wiedźmin
- 2001 Költözködések (Przeprowadzki) (tévésorozat)
- 2001 Marszalek Pilsudski (tévésorozat)
- 2001 Twarze i maski (tévésorozat)
- 2000 Bajland
- 2000 Daleko od okna
- 1999 Siedlisko (tévésorozat)
- 1998 Rudolf czerwononosy Renifer
- 1998 Szlachetny dzikus
- 1998 Amok
- 1998 Sława i chwała (tévésorozat)
- 1995 Żywioły Grochowiaka
- 1995 Pokuszenie
- 1995 Deborah
- 1995 Awantura o Basię
- 1994 Sen srebrny Salomei (tévéfilm)
- 1994 Der Salzbaron (tévésorozat)
- 1993 Vízöntő János (Jańcio Wodnik)
- 1993 König der letzten Tage (tévésorozat)
- 1992 Nocne ptaki (tévéfilm)
- 1991 A Woman at War (tévéfilm)
- 1990 Tízparancsolat (Dekalog) (tévésorozat, 3 epizódban)
- 1990 Mit den Clowns kamen die Tränen (tévésorozat)
- 1989 Alchemik
- 1989 A szerelem művészete (Sztuka kochania)
- 1988 Ölj meg, zsaru! (Zabij mnie, glino)
- 1989 Rövidfilm a gyilkolásról (Krótki film o zabijaniu)
- 1989 Kingsajz
- 1989 Dotknięci
- 1987 Mágnás (Magnat)
- 1987 A hű folyó (Wierna rzeka)
- 1987 Rykowisko
- 1986 Borisz Godunov (Borys Godunov)
- 1986 Fehér névjegy (Biała wizytówka) (tévésorozat)
- 1986 K. u. K. szökevények (C. K. dezerterzy)
- 1986 Dziewczęta z Nowolipek
- 1985 Vonzások és választások (tévéfilm)
- 1984 Zamiana
- 1984 Szexmisszió (Seksmisja)
- 1984 Widziadło
- 1983 Dzwon
- 1983 Wir
- 1983 A nőstényfarkas kísértete (Wilczyca)
- 1983 Zasieki
- 1983 Odejście
- 1982 Sonjas Rapport
- 1982 Az Issa völgye (Dolina Issy)
- 1982 Głosy
- 1982 Ślepy bokser (tévéfilm)
- 1982 Kihallgatás (Przesłuchanie)
- 1981 Klejnot wolnego sumienia
- 1981 Szarża, czyli przypomnienie kanonu
- 1981 Milosc ci wszystko wybaczy (csak hang) (nem szerepel a stáblistán)
- 1981 Láz / Robbanásveszély (Gorączka)
- 1981 Klejnot wolnego sumienia
- 1980 Królowa Bona (tévésorozat)
- 1980 Holt nyelvek órája / Holtak nyelve (Lekcja martwego języka)
- 1979 Operacja Himmler (tévéfilm)
- 1979 Brzegiem szału w niepojętość zieloności
- 1978 Sowizdrzał świętokrzyski
- 1977 Éjszakák és nappalok (televíziós sorozat)
- 1977 Układ krążenia (tévésorozat)
- 1977 Lalka (tévésorozat)
- 1977 Jorg Ratgeb, malarz
- 1977 Dagny
- 1976 Zaklęty dwór (tévésorozat)
- 1975 Zwycięstwo
- 1975 Éjszakák és nappalok (film, 1975) (Noce i dnie)
- 1975 A bűn története (Dzieje grzechu)
- 1975 Sehonnan sehová (Znikąd donikąd)
- 1974 Elveszett éjszaka (Stracona noc) (tévéfilm)
- 1973 Menyegző (Wesele)
- 1973 Przyjęcie na dziesięć osób plus trzy (tévéfilm)
- 1972 Przeprowadzka
- 1972 A korona gyöngye (Perła w koronie)
- 1971 Bicie serca
- 1971 Wezwanie
- 1970 Pogoń za Adamem
- 1970 Romantikusok (Romantyczni)
- 1970 Nyírfaliget (Brzezina)
- 1970 Znicz olimpijski (nem szerepel a stáblistán)
- 1970 A fekete föld sója (Sól ziemi czarnej)
- 1969 Berlin eleste (Kierunek Berlin - ostatnie dni)
- 1968 Dzieci z naszej szkoły (tévésorozat)
- 1968 Tánc Hitler főhadiszállásán (Dancing w kwaterze Hitlera)
- 1967 Jowita

## Fontosabb díjak
- 1970 Zbigniew Cybulski-díj kimagasló színészi munkájáért
- 1979 Elismerés a Száll a kakukk fészkére című színházi előadásban nyújtott alakításáért (Billy szerepét játszotta a varsói Teatr Powszechnyben.)
- 1984 Díj a Pulapka című Tadeusz Rozewicz-darabban nyújtott alakításáért (Franz szerepét játszotta a varsói Teatr Studióban.)
- 1986 Díj a Psalmy Dawida című monodrámában nyújtott alakításáért